# White (Georgia)
White es una ciudad ubicada en el condado de Bartow en el estado estadounidense de Georgia. En el año 2000 tenía una población de 693 habitantes.

## Geografía
White se encuentra ubicada en las coordenadas 34°16′50″N 84°44′48″O / 34.28056, -84.74667 (34.280449, -84.746606).
Según la Oficina del Censo, la localidad tiene un área total de 2,3 km² (0,9 mi²), de la cual 2,3 km² (0,9 mi²) es tierra y 0 km² (0 mi²) (0.00%) es agua.

## Demografía
Según la Oficina del Censo en 2000 los ingresos medios por hogar en la localidad eran de $31,458, y los ingresos medios por familia eran $36,250. Los hombres tenían unos ingresos medios de $30,500 frente a los $22,404 para las mujeres. La renta per cápita para la localidad era de $14,665. 